# Bernard Dupérier
Pour les articles homonymes, voir Dupérier.
Léon Sternberg de Armella, dit Bernard Dupérier, né le 13 juin 1907 à Paris et mort le 8 juin 1995 dans la même ville, est un militaire français, Compagnon de la Libération par décret du 5 janvier 1943. Aviateur rejoignant les rangs des forces françaises libres, il s'illustre dans les combats aériens au-dessus de la Manche et des côtes françaises puis opère à terre en Bretagne après le débarquement de Normandie. Après la guerre, il entre en politique et devient député en 1962.

## Biographie

### Avant-guerre
Fils d'un administrateur de sociétés, Léon Sternberg de Armella naît à Paris le 13 juin 1907. Après des études d'ingénieur à l'École supérieure des techniques aéronautiques et de construction automobile (ESTACA), il s'engage en 1927 dans l'Armée de l'air et passe son brevet de pilotage le 25 mai 1928. Il est alors affecté avec le grade de sergent au 37e régiment d'aviation basé au Maroc. Démobilisé en 1930, il reste cependant lieutenant de réserve et continue ses activités aéronautique en étant pilote d'essai puis administrateur de sociétés.

### Seconde Guerre mondiale
Remobilisé en 1939 comme lieutenant de réserve, il est affecté à la 32e escadre de réserve puis démobilisé après l'armistice du 22 juin 1940 sans avoir eu l'occasion de combattre. Refusant la défaite, il s'enfuit aux États-Unis en décembre 1940 et à New-York le 15 janvier 1941, il s'engage dans les forces aériennes françaises libres sous le nom de Bernard Dupérier, nom de jeune fille de sa mère qu'il conservera après la guerre. Rejoignant les FAFL en Angleterre le 8 mars, il est promu capitaine et passe un stage en Operational Training Unit puis est affecté au no 242 Squadron de la Royal Air Force le 27 mai. Le 6 juillet 1941 il abat un Messerschmitt Bf 109, première de ses victoires aériennes. Alors que son unité est mise au repos, il souhaite poursuivre la lutte et obtient d'être transféré en septembre au no 615 Squadron qui vient relever le no 242. Un mois plus tard, il est incorporé au tout nouveau Groupe de chasse Île-de-France dont il prend le commandement de l'escadrille "Versailles". Le 11 avril 1942, le commandant du groupe Île-de-France, Philippe de Scitivaux, est abattu et fait prisonnier. Bernard Dupérier prend alors la tête de l'unité et est promu commandant le 1er mai. Il se distingue particulièrement lors des opérations au-dessus de la Manche et des côtes françaises. Après une nouvelle victoire aérienne contre un Focke-Wulf Fw 190 en mai, il abat en collaboration un bombardier ennemi le 19 août 1942 lors du raid de Dieppe. Le 2 novembre, il abat encore deux Fw 190 dans le ciel d'Abbeville.
Il est muté au quartier-général des FAFL de décembre 1942 à mai 1943, date à laquelle il retrouve les combats dans les rangs du Groupe de chasse Alsace dont il prend le commandement le 30 août après la mort au combat du commandant René Mouchotte. À nouveau vainqueur d'un Fw 190 le 24 septembre, il est nommé Wing leader de la Wing de Biggin Hill. Il sera plus tard l'un des rares français à accéder au grade de Wing commander de la Royal Air Force. Le 1er décembre 1943, il prend le commandement de l'escadre aérienne française en Grande-Bretagne puis est muté en février 1944 à la section administrative du quartier général. Trois mois plus tard, il est détaché à l'état-major du général Kœnig commandant des forces françaises en Angleterre et des Forces françaises de l'intérieur. Promu colonel le 25 juin 1944, Bernard Dupérier est parachuté en Bretagne où il commande le 3e bureau de l'état-major des FFI. Essayant en vain d'obtenir la reddition des allemands tenant la ville de Saint-Brieuc, il guide ensuite le 6 août la colonne de blindés américains chargés de libérer la ville mais est gravement blessé lors de l'opération. Après de longs mois d'hospitalisation et de convalescence, il est affecté en avril 1945 au Centre de rassemblement administratif du personnel no 204. Lorsque la guerre se termine, il totalise 337 heures de vol de guerre en 211 missions et compte 7 victoires aériennes, faisant officiellement de lui un As de l'aviation.

### Après-guerre
Colonel de réserve en 1946, il reprend son ancienne activité d'administrateur de société aux États-Unis et en France. Toujours actif dans le milieu de l'aéronautique, il est consultant chez Boeing et administrateur d'Air France. Entré en politique, il fonde l'association "Appel au général de Gaulle" en 1958, plaidant pour un retour au pouvoir de l'ancien chef de la France libre. Il est élu député de la 6e circonscription de Paris lors des élections législatives de 1962. Il exercera également les fonctions de membre du conseil de l'Ordre de la Libération, président d'honneur de l'amicale des forces aériennes françaises libres, membre honoraire de l'académie de l'air et de l'espace, président d'honneur de l'Aéro-Club de France et président d'honneur de la Fédération aéronautique internationale. Bernard Dupérier meurt le 8 juin 1995 dans le 5e arrondissement de Paris et est inhumé à Barbas en Meurthe-et-Moselle.

## Décorations
|  |  |  |
|  |  |  |
|  |  |  |
|  |  |  |

| Grand-Croix de la Légion d'Honneur         | Grand-Croix de la Légion d'Honneur         | Compagnon de la Libération                  | Compagnon de la Libération                  | Grand-croix de l'Ordre national du mérite          | Grand-croix de l'Ordre national du mérite          |
| Croix de Guerre 1939-1945 Avec neuf palmes | Croix de Guerre 1939-1945 Avec neuf palmes | Médaille de l'Aéronautique                  | Médaille de l'Aéronautique                  | Commandeur de l'Ordre du mérite postal             | Commandeur de l'Ordre du mérite postal             |
| Commandeur de l'ordre de l'étoile noire    | Commandeur de l'ordre de l'étoile noire    | Ordre de l'Empire britannique               | Ordre de l'Empire britannique               | Distinguished Flying Cross (Royaume-Uni)           | Distinguished Flying Cross (Royaume-Uni)           |
| Distinguished Flying Cross (États-Unis)    | Distinguished Flying Cross (États-Unis)    | Croix de Guerre 1939-1945 (Tchécoslovaquie) | Croix de Guerre 1939-1945 (Tchécoslovaquie) | Commandeur de l'ordre du Nichan Iftikhar (Tunisie) | Commandeur de l'ordre du Nichan Iftikhar (Tunisie) |

## Hommages

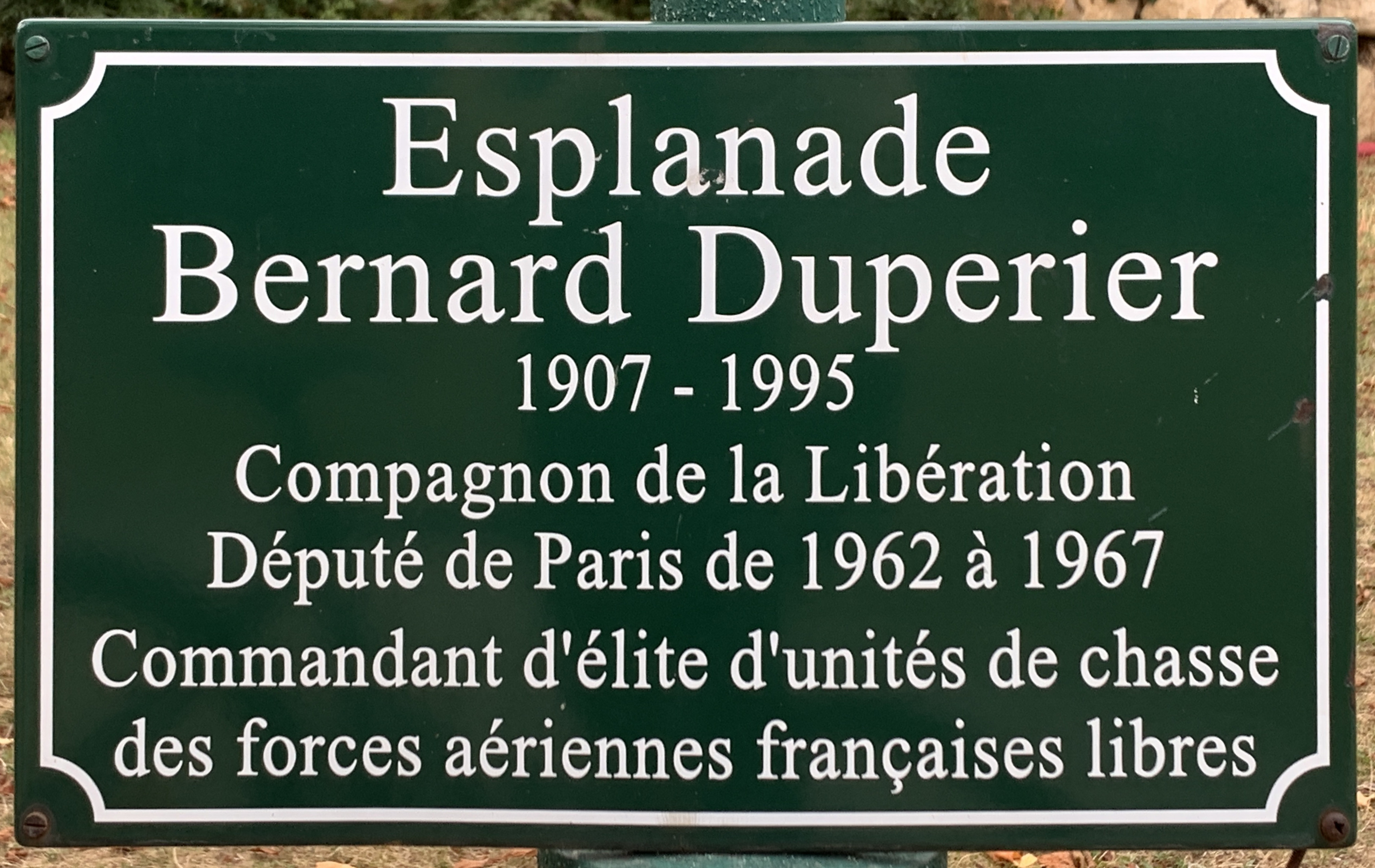
Plaque de l'esplanade Bernard-Duperier.

- À Paris, dans les jardins du Trocadéro, une esplanade a été baptisée en son honneur.

## Publications
- La vieille équipe, Paris, Berger-Levrault, 1946.
- L'étoile, les ailes et la couronne, Paris, Robert Laffont, 1954.
- Les français du B. Flight, Verviers, Éditions Gérard et Cie, 1957.
- Chasseurs du ciel, Paris, Éditions Perrin, 1991, 257 p. (ISBN 978-2-262-00948-9).